# شارلوت بارترج
شارلوت بارترج (بالإنجليزية: Charlotte Partridge) هي فنانة ومربية ومديرة أمريكية وُلِدت في 26 مارس 1882 في واناكو، نيويورك، وتوفيت في 16 مايو 1975 في ميلواكي، ويسكونسن. اشتهرت بدورها البارز في تطوير التعليم الفني وإدارتها لمعهد لايتون للفنون (Layton School of Art)، الذي كان يُعتبر من أهم المعاهد الفنية في الولايات المتحدة خلال أوائل القرن العشرين.

## حياتها ومهنته
انتقلت بارترج إلى ميلواكي في عشرينيات القرن العشرين، حيث بدأت بإدارة معهد لايتون للفنون مع شريكتها مامي بارسلو. تحت قيادتهما، أصبح المعهد معروفًا بأساليبه التعليمية المبتكرة وتركيزه على دمج الفن بالحياة اليومية.
كما كانت بارترج ناشطة في مجال الدفاع عن دور المرأة في الفنون وشغلت عدة مناصب في منظمات فنية محلية ووطنية.

## أبرز إنجازاتها
- إدارة وتطوير معهد لايتون للفنون من عام 1920 حتى 1954.
- المساهمة في إنشاء برامج تعليمية تجمع بين الفنون الجميلة والتطبيقية.
- الدفاع عن حقوق المرأة ودعم الفنانات خلال مسيرتها.
- المشاركة في لجان استشارية حكومية للفنون خلال عهد فرانكلين د. روزفلت.

## أبرز المعارض الفنية
- عرضت أعمالها في معارض محلية بولاية ويسكونسن طوال فترة عملها الأكاديمي.
- شاركت في تنظيم معارض لمعلمي وطلاب معهد لايتون للفنون.
- ساهمت في تنظيم معارض وطنية للفن الحديث والفن التطبيقي خلال ثلاثينيات وأربعينيات القرن العشرين.

## أشهر طلابها وإنجازاتهم
- خرّجت العديد من الفنانين الذين أصبحوا لاحقًا شخصيات معروفة في المشهد الفني الأمريكي.
- دعم خريجو معهد لايتون للفنون العديد من البرامج الفنية في المدارس والمراكز المجتمعية عبر الولايات المتحدة.
- يُذكر بعض طلابها لدورهم في إدخال مفاهيم الفن الحديث إلى المؤسسات التعليمية الأمريكية.

## إرثها
تركت بارترج أثرًا بارزًا في مجال التعليم الفني الأمريكي، وساعدت في تشكيل أجيال من الفنانين والمعلمين. لا يزال اسمها يُذكر كرمز للابتكار والدفاع عن الفنون والتعليم.